# Guillaume Le Rouillé
Ne doit pas être confondu avec Guillaume Rouillé.
Guillaume Le Rouillé, né en 1494 à Montsort et mort en 1555, est un jurisconsulte et poète français.

## Biographie
Parent de Michel Bureau, abbé de la Couture, ayant obtenu le titre de licencié-ès-droits, Le Rouillé fut nommé par la princesse Marguerite lieutenant général de Beaumont-le-Vicomte et de Fresnay puis conseiller à l’échiquier d'Alençon.
Le Rouillé a laissé plusieurs ouvrages, dont quelques-uns ont joui pendant longtemps d’un assez grand renom, notamment le grand Coustumier de Normandie. 
Sa première publication est la Justiciæ atque iniusticiæ descriptionum compendium (Paris, C. Chevallon, 1520 ; Lyon, David, 1530, in-4°, et 1531, in-8o ; Paris, Cheval, 1534, in-fol.), ouvrage d’un jeune licencié réimprimé avec honneur dans le tome 1er du Tractatus universi juris de Francesco Ziletto (Venise, 1584-1586, in-fol.). La seconde fut le Grand Coutumier de Normandie, Paris, F. Regnault, 1534, rééd. en 1539). La troisième fut le Grand Coutumier du Maine (Paris, François Regnaut, 1535). La deuxième partie porte le titre : Incipiut iura et consuetudines : quibus regitur ducatus Normanie. Cette édition est la première qui contienne les notes de Le Rouillé sur le texte de la coutume de Normandie. Elles furent si bien accueillies par le Parlement de Normandie que cette Cour voulut voir l’auteur. Il se rendit, monté sur une mule, d’Alençon à Rouen, où il reçut les félicitations des magistrats.
Le dernier volume publié par Le Rouillé a pour titre le Recueil de l’antique préexcellence de Gaule et des Gauloys (Poitiers, de Marnef, 1546), et augmenté d’une troisième partie (Paris, Wechel, 1531, in-8°). L’ouvrage est divisé en deux parties : dans la première, il est question du nom et de l’origine des Gaulois ; dans la deuxième, l’auteur s’attache à prouver que l’empire des Gaulois a été un des plus florissants ; il le compare à ceux d’Alexandre et des Romains. Cette compilation de toutes les fables cent fois racontées sur l’origine de la nation gauloise et sur l’établissement de la dynastie carlovingienne commence à l’arrivée de Noé en Ombrie, ou Gaule Togée et finit avec la victoire remportée par Charlemagne sur Didier, le dernier roi des Lombards.
Le Rouillé se piquait également de poésie ; on lui doit notamment l’Épître au nom des rossignols du parc d'Alençon à la très-illustre reine de Navarre, duchesse d’Alençon joint au Recueil de l’antique préexcellence.

## Publications
- Epistre de Guillaume Le Rouillé au nom des rossignols du parc d’Alençon à la royne de Navarre, duchesse d'Alençon, de Berry, etc. Éd. Prosper Blanchemain, Rouen, E. Cagniard, 1878
- Justicie atque iniusticie descriptionum compendium, Paris, C. Chevallon, 1520
- Le Grant Coustumier du pays & duche de Normendie : tres utile & profitable a tous practiciens : enquel est le texte diceluy en francoys proportionne a lequipolent de la glose ordinaire et familiaire. Auec plusieurs additions, allegations, et concordances, tant du droit canon que civil, Nouuellemet imprime a Rouen par Nicolas Le Roux pour Francoys Regnault libraire iure de luniuersite de Paris. Pour Iehan Mallard demourant a Rouen, tenant son ouuroir au portail des libraires le plus prochain de leglise : et pour Girard Anger demourant a Caen pres le college du Boys, 1534 ; 1539
- Le Grant Coustumier du pays & Cote du Maine : tres utile & proffitable a tous practiciens. Auquel est le texte dicelluy en fracoys. Auec la glose, additions, allegations & concordances : tant du droict Canon que Ciuil, Paris, François Regnaut, 1535
- Le Recueil de l'antique préexcellence de Gaule et des Gauloys. Composé par M. Guillaume Le Rouillé d'Alençon, licentié ès loix, conseiller ordinaire des roy et royne de Navarre, Duc et duchesse d'Alençon. Poitiers, A l'enseigne du Pélican. Jean & Enguilbert de Marnef frères. 1546.

## Pour approfondir